# Long Sa
Long Sa (tiếng Trung: 龙沙区, Hán Việt: Long Sa khu) là một quận của địa cấp thị Tề Tề Cáp Nhĩ, tỉnh Hắc Long Giang, Cộng hòa Nhân dân Trung Hoa. Quận này có diện tích 283 km2, dân số 300.000 người, mã số bưu chính 161005. Về mặt hành chính, Long Sa được chia thành các đơn vị gồm 8 nhai đạo (Thái Hồng, Thiết Nam, Dân Hàng, An Thuận, Hồng Ngạn, Hồ Tân, Ngũ Long, Chính Dương) và 1 hương Long Sa.